# Lasius tapinomoides
Lasius tapinomoides es una especie de hormiga del género Lasius, tribu, Lasiini, orden Hymenoptera. Fue descrita por Salata & Borowiec en 2018.

## Distribución
Se distribuye por Grecia.

## Hábitat
Habita debajo de piedras y rocas y desfiladeros boscosos de piedra caliza. Se ha encontrado a elevaciones de 235-342 metros.